# Zenon Żebrowski

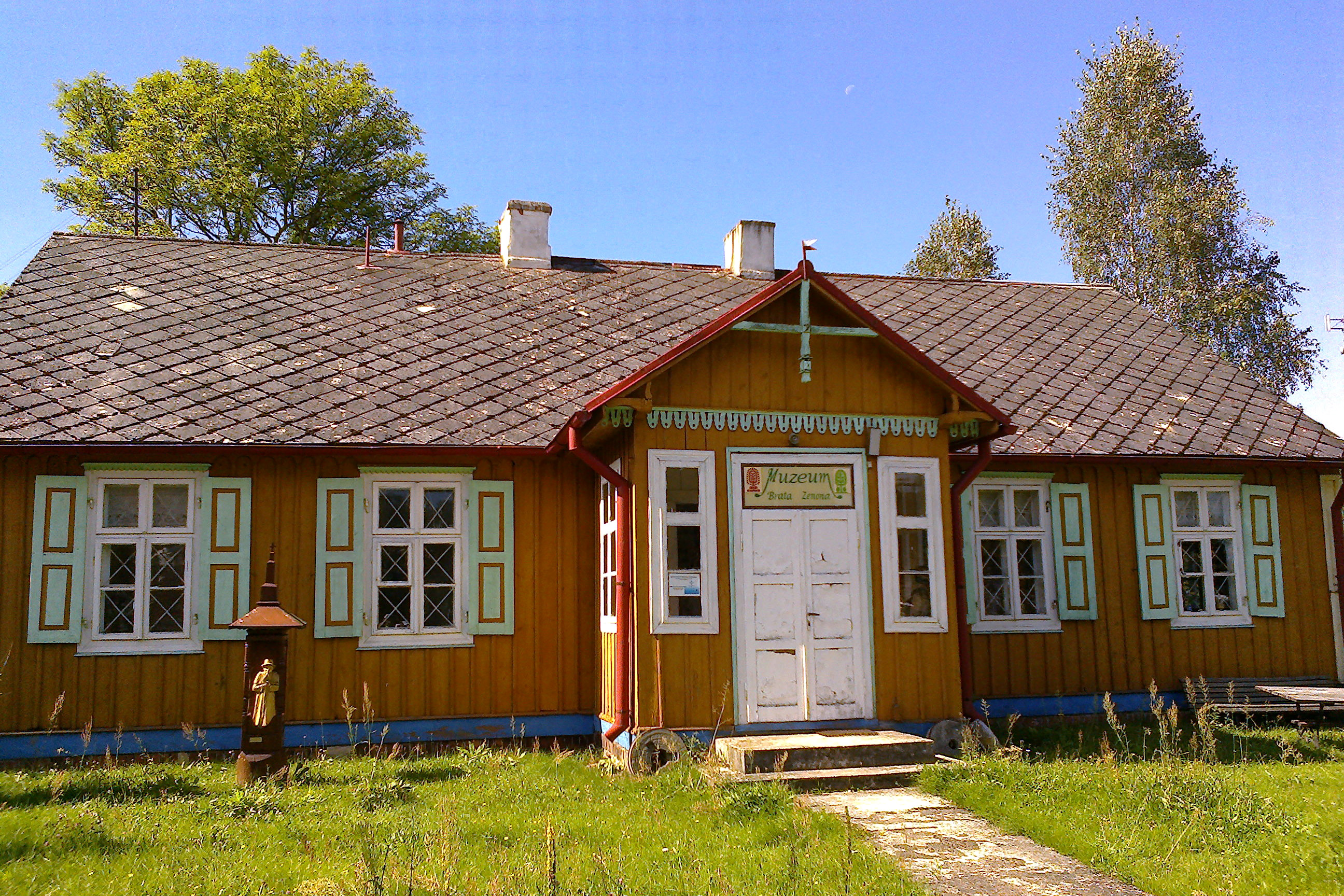
Muzeum brata Zenona w Czarni

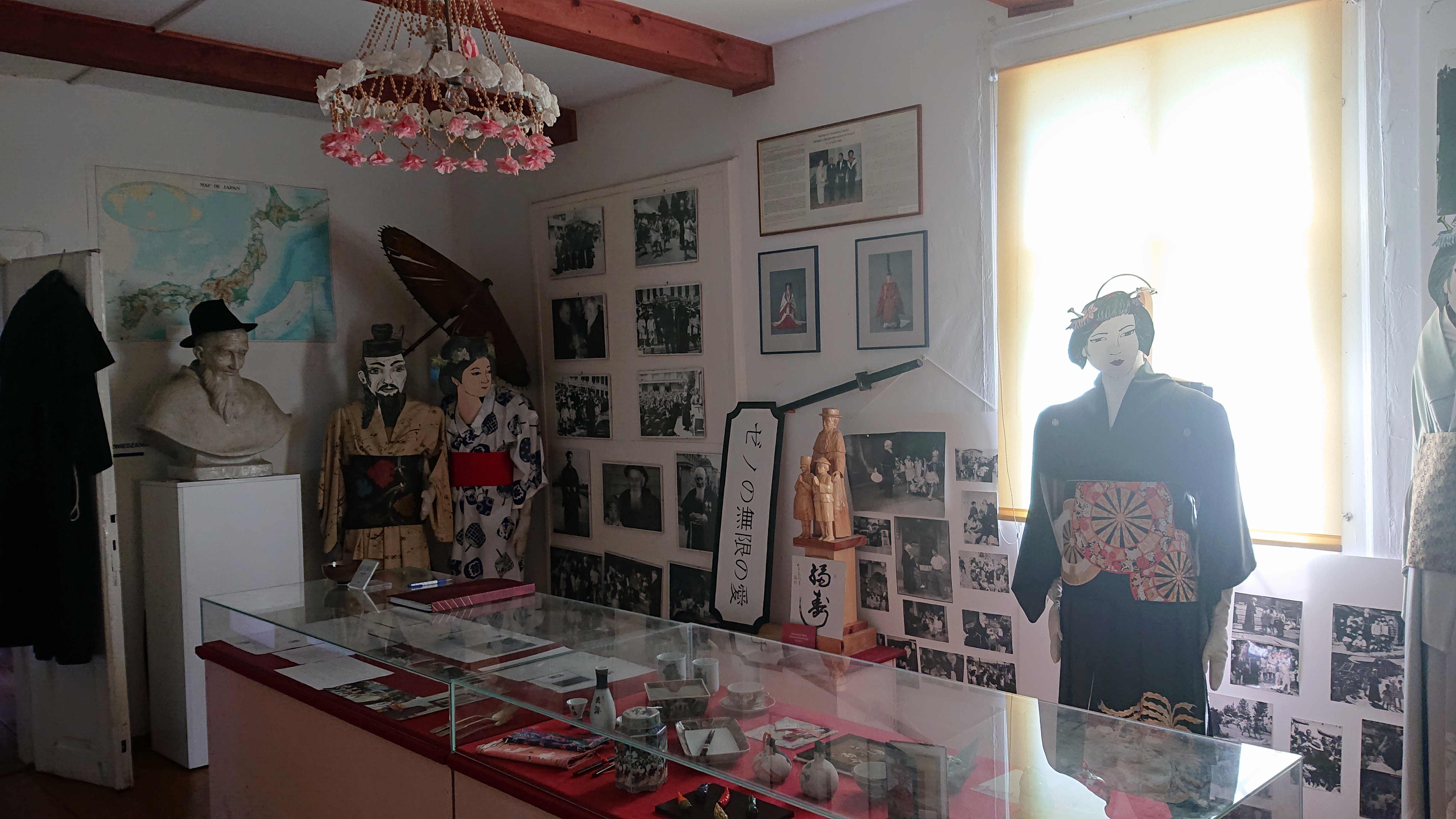
Sala japońska w Muzeum brata Zenona Żebrowskiego w Czarni (Muzeum Kurpiowsko-Japońskie): pamiątki z pobytu brata Zenona Żebrowskiego w Japonii, z wizyty cesarza Japonii w Polsce, widoczne kimona i inne przedmioty z Japonii, u sufitu zawieszono kierec

Zenon Żebrowski (jap. ゼノ ゼブロフスキー), właściwie Władysław Żebrowski (ur. prawdopodobnie 22 września 1898 w Surowem, zm. 24 kwietnia 1982 w Tokio) – misjonarz, franciszkanin konwentualny, założyciel ponad 30 sierocińców w Japonii, prekursor wolontariatu w Japonii i animaloterapii.

## Życiorys
Pochodził z rodziny chłopskiej. Był synem Józefa i Anny z Kozonów małżonków Żebrowskich. Obserwował głęboką religijność matki, która chodziła pieszo na pielgrzymki do Częstochowy. Miał trzech braci i siostrę. Po odbyciu komisji wojskowej w Ostrołęce 1 lipca 1919 zaciągnął się w Łomży do 1 Pułku Piechoty Legionów. W czasie wojny polsko-bolszewickiej bronił Wilna. W wojsku służył niecałe trzy lata. Potem uczył się rzemiosła u krawca, szewca, ślusarza i kowala.
W 1924 pracował w Przasnyszu u „dobrego Jojne” w fabryczce żydowskiej, co pozwoliło mu stwierdzić „Ja bardzo lubiłem Żydów, gdyż Żydzi mają dobre serce”. Podczas uroczystości odpustowych ku czci św. Stanisława Kostki w Rostkowie, po kazaniu wygłoszonym przez ojca pasjonistę, zainteresował się życiem zakonnym. Przebywał jeszcze krótko w Płocku i Warszawie, dokąd wyruszył, bo „chciał się ubrać lepiej i poznać większe miasto”. Tam wstąpił do małego kościółka i zobaczył „gołe piętki i trepki” zakonnika, więc stamtąd odszedł. „Zawsze lubiłem nosić piękne, wyglansowane buty, błyszczące jak „oficerki”. Nie śmiejcie się, żem powołanie zakonne uzależniał od butów”.
W 1925 wstąpił do zakonu franciszkanów w Grodnie, przybierając imię Zenon. Śluby zakonne złożył w 1928. Uczestniczył w wydawaniu „Rycerza Niepokalanej”, wraz z o. Maksymilianem Kolbem kierował budową klasztoru w Niepokalanowie. W szczerym polu w Teresinie zbudował kapliczkę, co przekonało księcia Konstantego Ksawerego Druckiego-Lubeckiego, by bezpłatnie oddać ziemię franciszkanom.
W 1930 wraz z o. Maksymilianem Kolbem wyjechał na misję do Japonii. Współtworzył misję katolicką w Nagasaki (m.in. budował klasztor franciszkanów w Nagasaki). Tam w 1931 złożył śluby wieczyste. Kolportował współtworzone przez siebie japońskie wydanie „Rycerza Niepokalanej”. Po zakończeniu II wojny światowej zajął się organizowaniem sierocińców dla japońskich dzieci. 6 stycznia 1946 wraz z o. Mieczysławem Mirochną założył sierociniec dla bezdomnych chłopców, ofiar II wojny światowej (początkowo w budynku seminaryjnego internatu w Urakami). Kolejne sierocińce powstawały w Kogakura – wynajął kilka baraków po robotnikach byłych fabryk Mitsubishi; w Ōmura – sieroty zamieszkały przejściowo w byłych koszarach marynarki wojennej, dzieci kształciły się w warsztatach: mechanicznym, szewskim, krawieckim i ogrodniczym. W Konogai, 25 km od miejscowości Isahaya, w sierpniu 1948 powołano szkołę powszechną i gimnazjum. Pragnąc dać podopiecznym radość, organizował wycieczki, loty samolotem, pływanie statkiem lub okrętem, zawody sportowe, place zabaw z huśtawkami. Do tego miejsca przybył 18 kwietnia 1946 młodszy brat cesarza, książę Takamatsu Miyadenka, a w 1949 sam cesarz Hirohito. Ksiądz Wacław Nowacki podaje: „Już w 1947 r. w Nagasaki złożył mu wizytę brat cesarza, książę Takomitsu. A w dwa lata później odwiedził go sam cesarz Hirohito”.
Tworzył osiedla dla bezdomnych, zwane „Miastami Mrówek”, oraz zakłady dla okaleczonych podczas wybuchu bomby atomowej w Nagasaki. W Tokio do „króla gałganiarzy” dołączyła Satoko Kitahara, córka profesora uniwersytetu i stała się oddaną współpracownicą, nazywano ją „Marią z Miasta Mrówek”, zmarła cicho w jednym z zakątków osiedla gałganiarzy; została beatyfikowana. Kolejne „Miasta Mrówek” powstały w dwudziestu miejscowościach, w tym w Nagasaki, Kobe, Osaka, Nagoja, Zasebo, Kumamoto, Modzi, Fukuoko, Hiroszima. Założył ponad 30 ośrodków opieki społecznej. W Notahara koło Hiroshimy zorganizował pierwsze „Zeno shoneu Bokujo”, czyli pastwisko, łąkę, gdzie upośledzone fizycznie i umysłowo dzieci, hodując i pielęgnując zwierzęta, przechodziły naturalną terapię. Początkowo ośmiu chłopców miało tam dwa psy, dziewięć kóz, czternaście skowronków, dwadzieścia sześć kaczek, dziewięć kur, parę gołębi i jedną owcę. Japońskie dzieci nazywał swoimi „skośnookimi pisklętami”. Treść Ewangelii oraz maryjnej nauki o. Kolbego podawał w codziennej, dla wszystkich zrozumiałej mowie czynu. W swej pracy docierał tam, dokąd nie dochodziło pismo ani słowo kaznodziei, czyli do mieszkańców spelunek, złodziei, włóczęgów, pijaków i w ogóle marginesu społecznego, W tym zbliżał się do św. Franciszka z Asyżu. Jego spontaniczna działalność charytatywna była pionierska w Japonii, gdzie nie znano działań „woluntaryjnych”, nawet nie było takiego wyrażenia w języku japońskim. Był nazywany „Świętym Mikołajem w czarnym habicie”, co Sigemi Sakasita umieścił w popularnej piosence, śpiewanej przez podopiecznych „ferm Zenona” i mieszkańców dawnych osiedli śmieciarzy.
Władze zakonu mianowały go generalnym opiekunem franciszkańskich inicjatyw w Japonii. Organizował pomoc dla osób potrzebujących, w tym po klęskach żywiołowych, z Korei, Wietnamu, Nikaragui, Indiii Biafry. Działał w myśl zasad: „Śmierć człowieka jest zjawiskiem naturalnym, dlatego trzeba pracować z pośpiechem, dopóki się żyje” oraz „Każde dziecko jest piękne” i „Wszyscy ludzie składają się z takich samych pierwiastków i jako tacy są jednakowi”, „W ludzkich sercach jest wiele dobroci, tylko trzeba ją w nich odkryć”.
Cieszył się ogromnym zaufaniem i szacunkiem Japończyków (nazywany był przez nich bratem Zeno od jap. słowa zennō – „wszechmocny”). Był gościem na japońskim dworze. Cesarz Hirohito pokłonił się przed nim i zapewnił mu bezpłatne przejazdy wszystkimi środkami transportu oraz pobyty w japońskich hotelach. W 1969 został odznaczony przez cesarza Orderem Świętego Skarbu IV klasy, a rząd PRL uhonorował go w 1976 Złotą Odznaką Orderu Zasługi PRL.
Po wyjeździe do Japonii rodzinne strony odwiedził raz, w 1971. Ostatnie lata życia (1978–1982) spędził w szpitalu w Tokio, tam odwiedził go papież Jan Paweł II.
Spokrewniony był z Tadeuszem Żebrowskim – ambasadorem PRL w Tokio, oraz z o. Jerzym Żebrowskim (bratanek), który poszedł w ślady stryja, był misjonarzem w Kenii, Kanadzie, jest proboszczem Parafii Matki Bożej Częstochowskiej w Bostonie.

## Upamiętnienie
W 1976 Rada Państwa PRL przekazała przez Polską Ambasadę w Tokio Złotą Odznakę Orderu Zasługi dla brata Zeno.
W 1979 wzniesiono pomnik Brata Zeno „Bezgranicznej Miłości” pod górą Fudżi, w Fuji Reien (Park Pamięci Fuji) w miejscowości Gotenba (pref. Shizuoka), z dobrowolnych ofiar społeczeństwa na wniosek pana Shizuki Edami; wykonany wspólnie przez Polaka i Japończyka, Adolfa Ryszkę i Hajime Togashi.
W 1977 powstał film Zenon-Niebo-Maryja, a w 1999 film animowany Zeno Kagiri Naki Ai ni. W 2019 Marta Sokołowska wyreżyserowała film dokumentalny Zeno-San. Powstał też musical o bracie Zenonie pt. Wszyscy ludzie są równi. Telewizja Niepokalanów wyprodukowała film dokumentalny Niespokojna dusza w reżyserii Doroty Górskiej.
W 2002 został wspomniany w przemówieniu cesarza Akihito, który odwiedził Polskę pierwszy raz w historii stosunków polsko-japońskich i znał brata Zeno. Pamiątki z tej wizyty można oglądać w otwartym w 2002 w Czarni Muzeum im. Brata Zenona Żebrowskiego. Przed kościołem w Czarni stoi pomnik wystawiony w 1998 przedstawiający zakonnika z japońskim chłopcem i dziewczynką w kurpiowskim stroju. Pod pomnikiem jest napis Miłość bez granic. Zakonnik jest upamiętniony w Muzeum św. Maksymiliana w Niepokalanowie.
Zenon Żebrowski jest patronem szkół podstawowych w Wykrocie i Surowem. Patronuje ulicy w Ostrołęce oraz Specjalnemu Ośrodkowi Szkolno-Wychowawczemu w Czarni.
W 2017 Miejska Biblioteka Publiczna im. W. Gomulickiego w Ostrołęce oraz Stowarzyszenie Przyjaciół Bibliotek i Książki poświęciły mu spotkanie regionalnego klubu „Przy Studziennej”. W 2022 Noc Poezji podczas Myszynieckich Nocy w Dzwonnicy była poświęcona bratu Zeno w 40. rocznicę śmierci.
W 2018 Związek Kurpiów wydał wierszowaną historię brata Zeno z rysunkami dzieci ze szkoły w Wykrocie.
W Tokio poświęcono mu dwie wystawy.
Z postacią Żebrowskiego związana jest praca doktorska Iwony Merklejn, która przeanalizowała obraz działalności brata Zeno w japońskiej prasie.
W 2024 przy krzyżu w Surowem odsłonięto tablicę mu poświęconą. Krzyż stoi naprzeciwko rodzinnej posesji zakonnika. Wykuł go w ramach egzaminu na kowala.
25 czerwca 2024 w siedzibie Towarzystwa Przyjaciół Ostrołęki odbyło się spotkanie na temat: „Śladami Brata Zeno (Zenona Żebrowskiego) i jego Bratanka, o. Jerzego Żebrowskiego”, a 30 lipca – spotkanie z o. Jerzym Żebrowskim, bratankiem Brata Zeno i innymi członkami Rodziny